# Kulturhuset, Stockholm

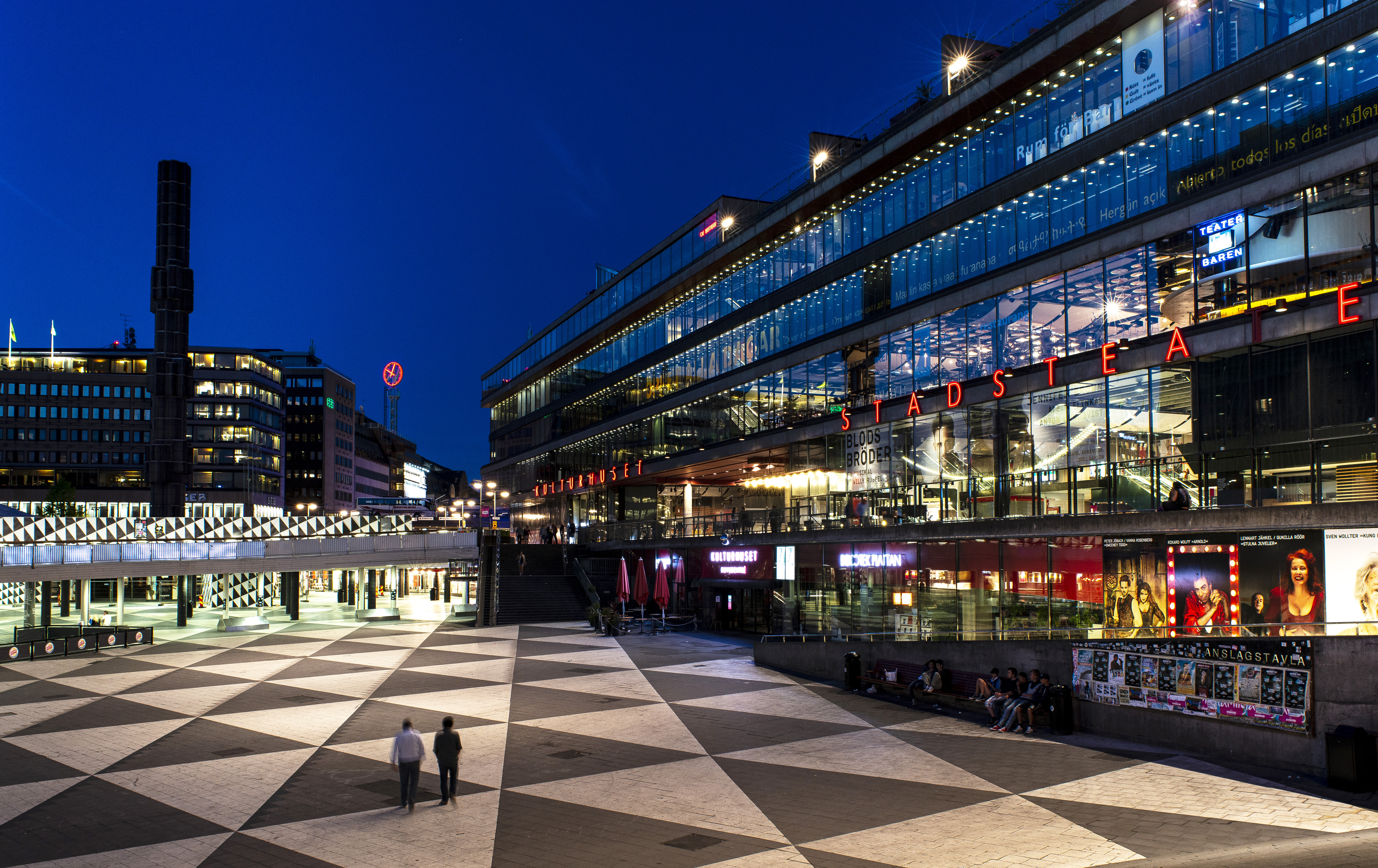
Kulturhuset och "Plattan" en augustikväll 2013.

Kulturhuset är en byggnad i kvarteret Skansen centrala Stockholm, belägen vid södra sidan av Sergels torg och invigt 1974. Byggnaden omfattar restauranger, utställningslokaler, konferenslokaler, konsertlokaler, biograf, bibliotek mot Sergels torg och teater mot Drottninggatan samt Riksbankshuset mot Brunkebergstorg. Verksamheten i Kulturhuset drivs sedan 1 juli 2013 under namnet Kulturhuset Stadsteatern av det kommunalt ägda Stockholms Stadsteater AB. Fastigheten är blåmärkt av Stadsmuseet i Stockholm vilket innebär att den utgör "synnerligen höga kulturhistoriska värden".

## Bakgrunden
Beslutet att bygga ett kulturcentrum i centrala Stockholm bottnade i den stadsförnyelse som Norrmalmsregleringen under 1950- och 1960-talen hade inneburit. Tanken var att ett kulturcentrum skulle kunna motverka stadens växande kommersiella krafter och 1965 utlyste stadens styrande en arkitekttävling som vanns av arkitekten Peter Celsing.
Initialt var Moderna Museet en del av projektet och en arbetsgrupp med Pontus Hultén i spetsen, samt Carlo Derkert, Pär Stolpe och Pi Lind, sattes samman för att utreda en verksamhet i museets regi. Tanken var att skapa ny sorts institution med rötter i ett utvidgat kulturbegrepp där byggnaden i sig skulle öppna upp för nya möjligheter, med "Gatans stämning och verkstadens möjligheter", som gruppen formulerade det. I början av 1970 klev Moderna Museet av satsningen. Officiellt skedde detta på grund av det minskade planerade lokalutrymmet när museet skulle behöva samsas med bibliotekslokaler och annan kommunal verksamhet.

## Byggnaden

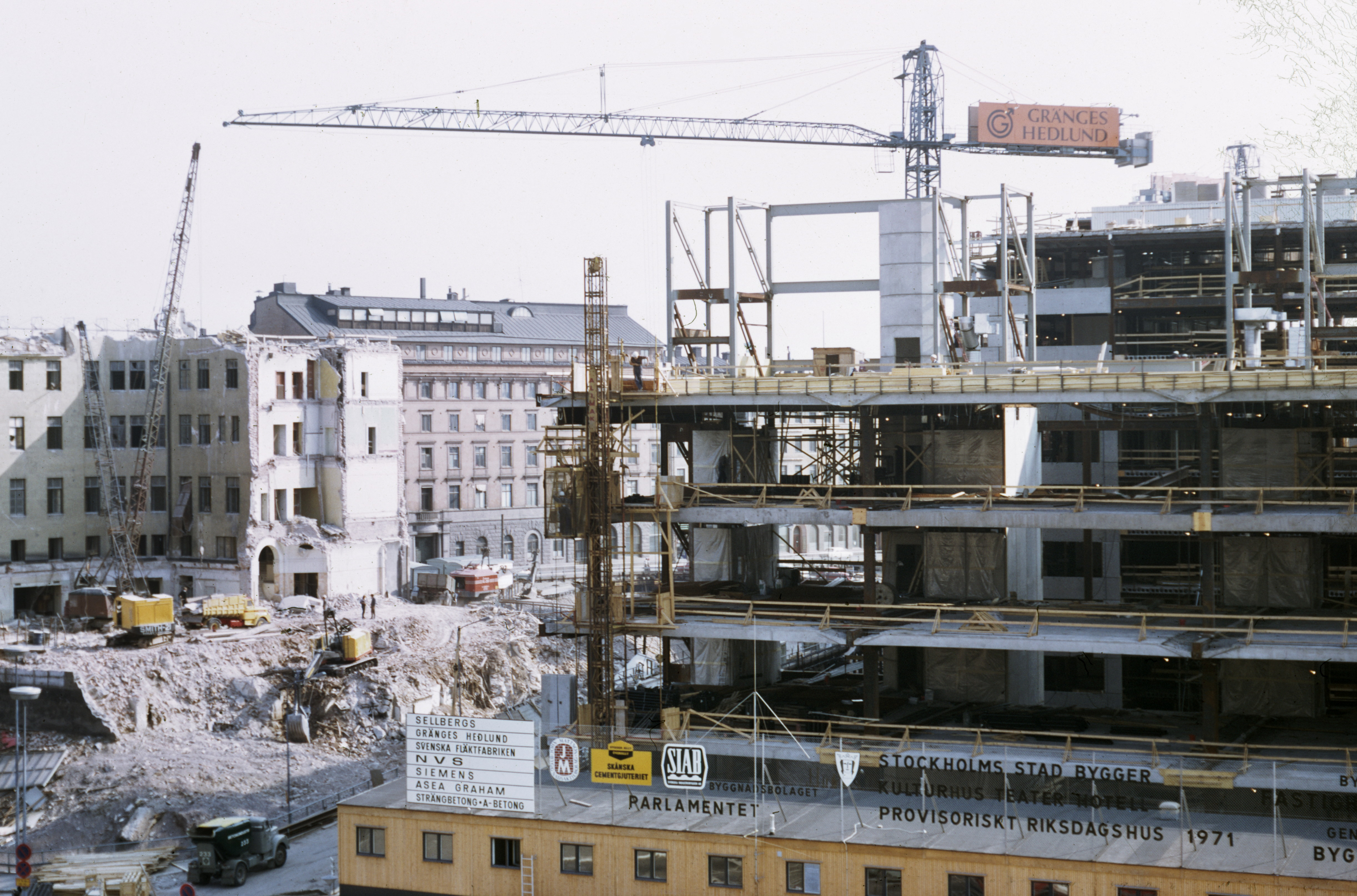
Kulturhuset under uppförande, 1969.

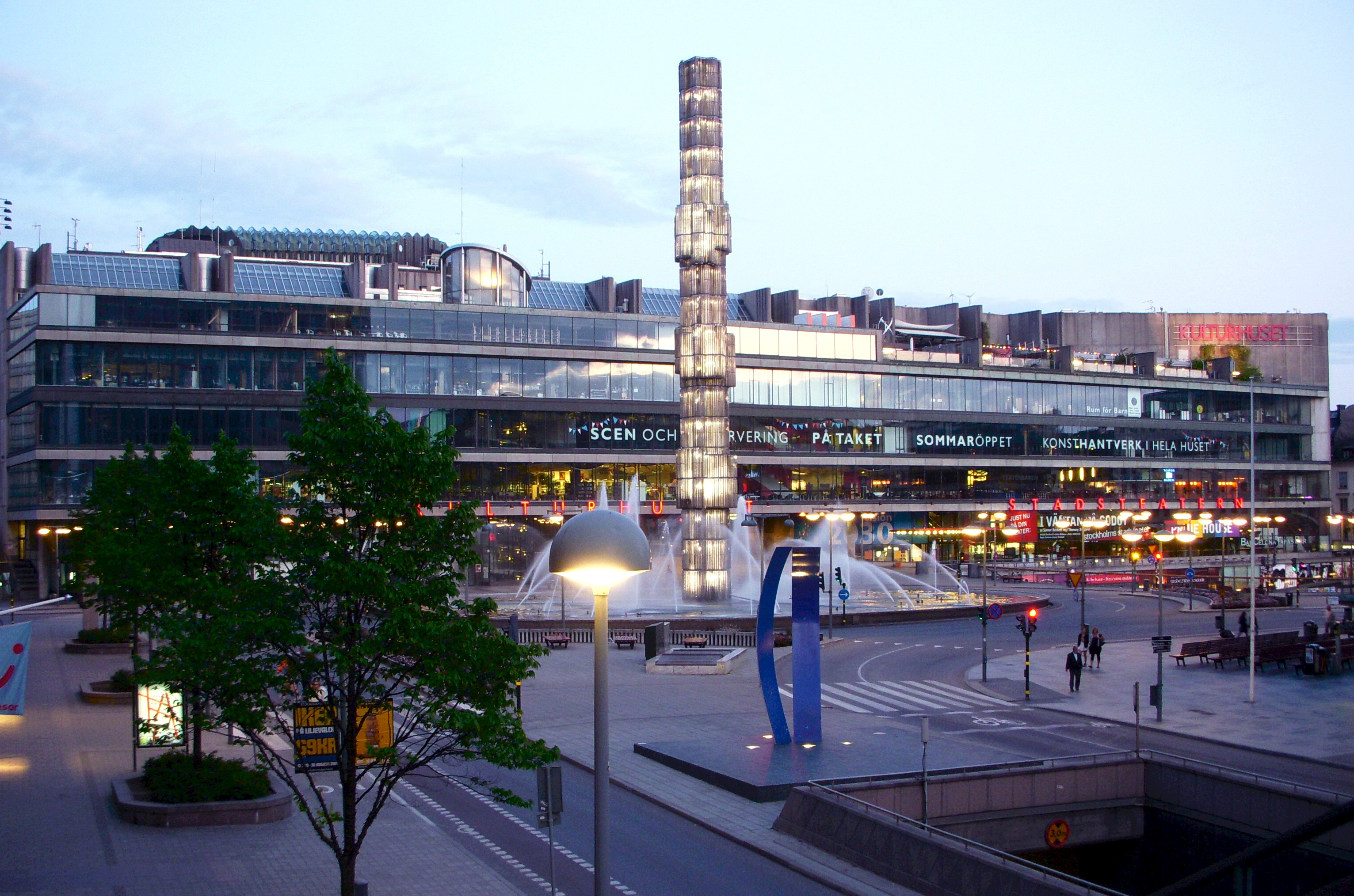
Kulturhuset, en julikväll 2009.

Peter Celsings tävlingsförslag visade en låg, långsträckt byggnad med en stor glasfasad, en "monter" där de kulturella aktiviteterna skulle synas mot torget. Byggnaden bildade även den "skärm" som avslutade Sveavägen mot söder. I och med denna skärm övergavs tidigare idéer att förlänga Sveavägen till Gustav Adolfs torg. Celsings förslag blev i stort sett genomfört. Kulturhuskomplexet består av två delar, en teaterbyggnad med en enkel kvadratisk grundform (Stockholms stadsteater) och den långsträckta utställningsbyggnaden mot Sergels torg som är det egentliga Kulturhuset. 
Byggnadens första etapp öppnades 1971 för riksdagens provisoriska lokaler. Denna del av Kulturhuset kallades Nya riksdagshuset så länge riksdagens verksamhet blev kvar där (och det egentliga riksdagshuset kallades följaktligen "gamla riksdagshuset" under samma tid). Samtidigt blev den mycket populära läsesalongen på entréplanet klar. Här fanns en avdelning för vuxna med ett stort antal internationella tidningar och en läshörna för barn med infällda "läsbrunnar" i golvet. På entresolplanet invigdes en lekhylla.  Hela anläggningen togs i drift år 1974.
I och med avskaffandet av tvåkammarriksdagen i Sverige hade det länge varit planerat en ombyggnad och renovering av riksdagshuset och snart hade riksdagen sina provisoriska lokaler i Kulturhuset och den nya hotellbyggnaden Sergel Plaza bakom kulturhuset blev riksdagsmännens tjänsterum och där kom de att stanna fram till 1983. Plenisalen var då inhyst i Stockholms stadsteaters nuvarande utrymmen. Närmast efter att riksdagen hade flyttat ut, nyttjades denna del av byggnaden under några år av Stockholmskonferensen om förtroende- och säkerhetsskapande åtgärder och nedrustning i Europa.
Byggnaden har kritiserats för sina bristfälliga vertikala kommunikationsmöjligheter, där utöver hissar enbart en monumental spiraltrappa (kallad Celsingtrappan) förband alla plan i utställningsdelen. Denna brist har man i samband med kulturhuvudstadsåret 1998 försökt att avhjälpa genom installation av rulltrappor. Förändringen förbättrade publikflödena avsevärt, men kritiserades från antikvariskt håll.

### Renovering
Under mars 2017 presenterades planer på en övergripande renovering av Kulturhuset Stadsteatern, den första sådana under byggnadens historia. Renoveringen startade under vintern 2019 och budgeterades till en miljard kronor. Återinvigningen skedde helgen 18-20 september 2020, såväl budget som tidsplan hade hållits under projektet.
Den 25 mars 2021 gick arkitekturpriset Kasper Salin-priset till ombyggnaden av Kulturhuset i Stockholm. Det var första gången priset gick till en ombyggnad och dessutom en byggnad som redan fått priset en gång tidigare.
Renoveringen och ombyggnaden uppmärksammades även av Stockholms stad som nominerade "nya" Kulturhuset tillsammans med nio andra finalister till Årets Stockholmsbyggnad 2021. Juryns kommentar:
| ” | En respektfull och skicklig upprustning som ytterligare lyfter fram Kulturhuset som en unik mötesplats i Stockholm. Ett projekt med ett pietetsfullt förhållningssätt till byggnadens ursprung och bevarande. | „ |

## Kulturhuset Stadsteatern
Den 1 juli 2013 genomfördes en stor omorganisation, då verksamheterna som var en del av Stockholms stads kulturförvaltning och drevs under namnet Kulturhuset införlivades i Stockholms Stadsteater AB under det nya namnet Kulturhuset Stadsteatern.
Marionetteatern finns i Kulturhuset Stadsteatern sedan 2014.

### Interiörbilder

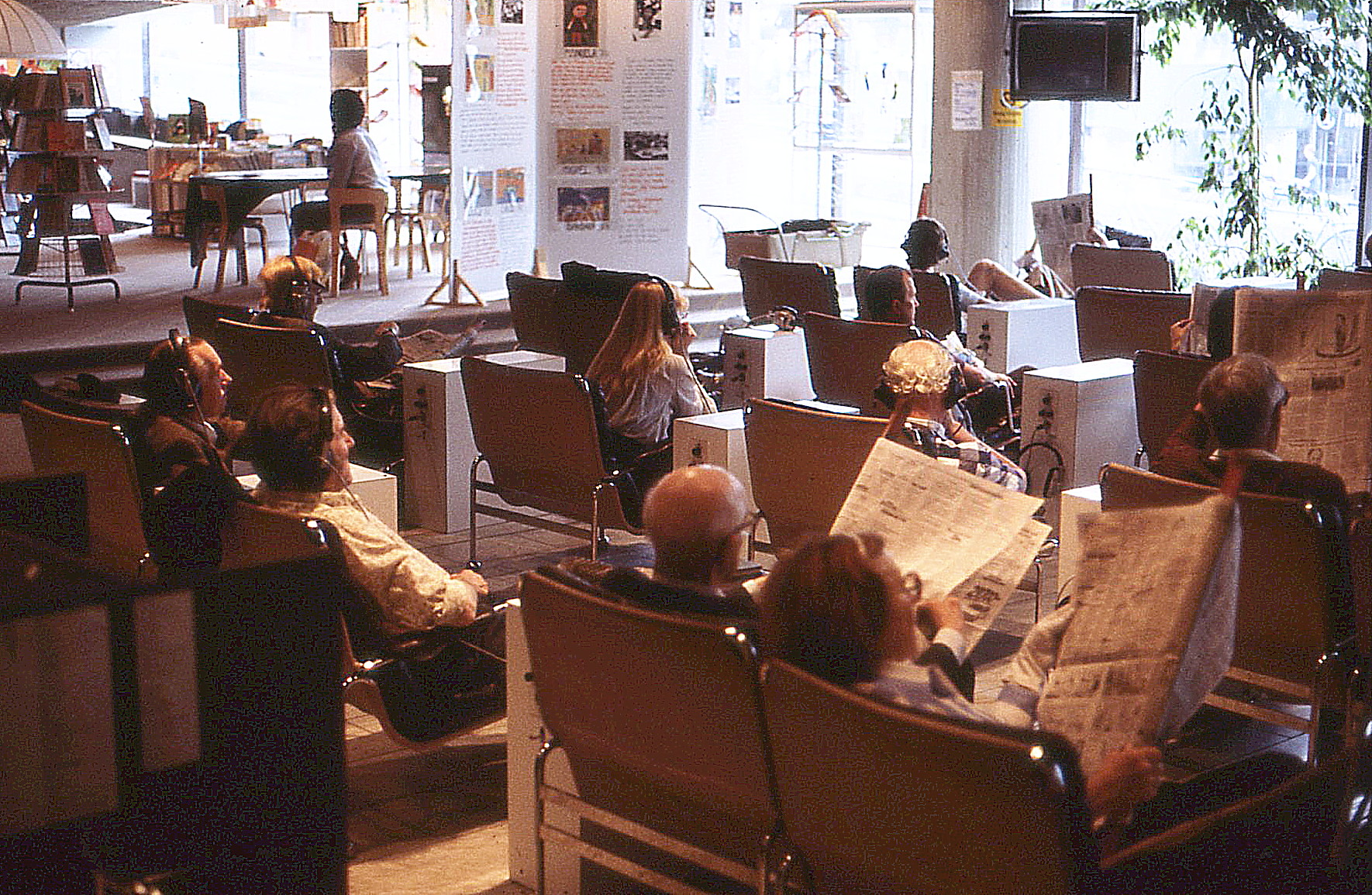
Läsesalongen, 1978
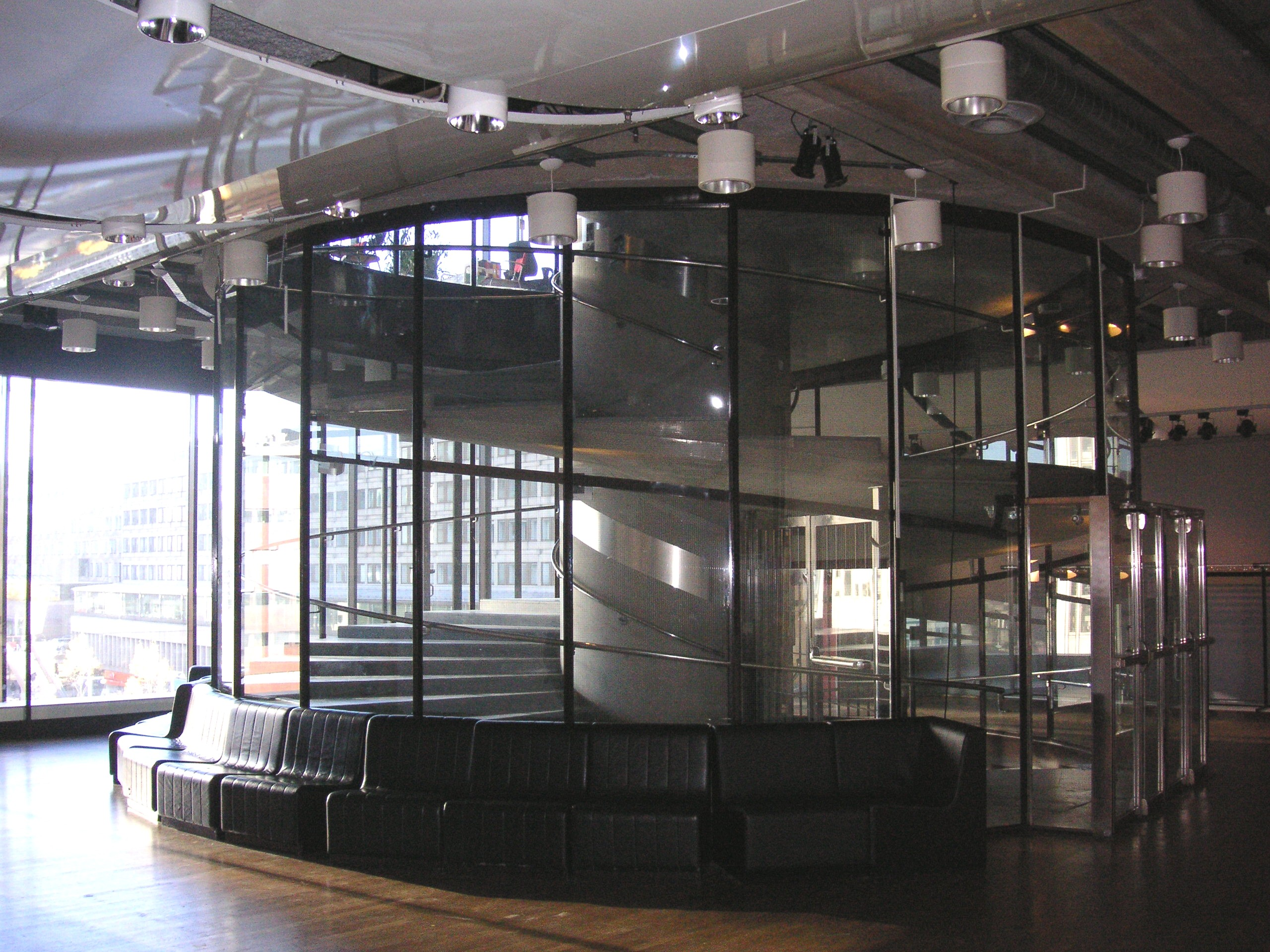
Centraltrappan ("Celsingtrappan"), 2007
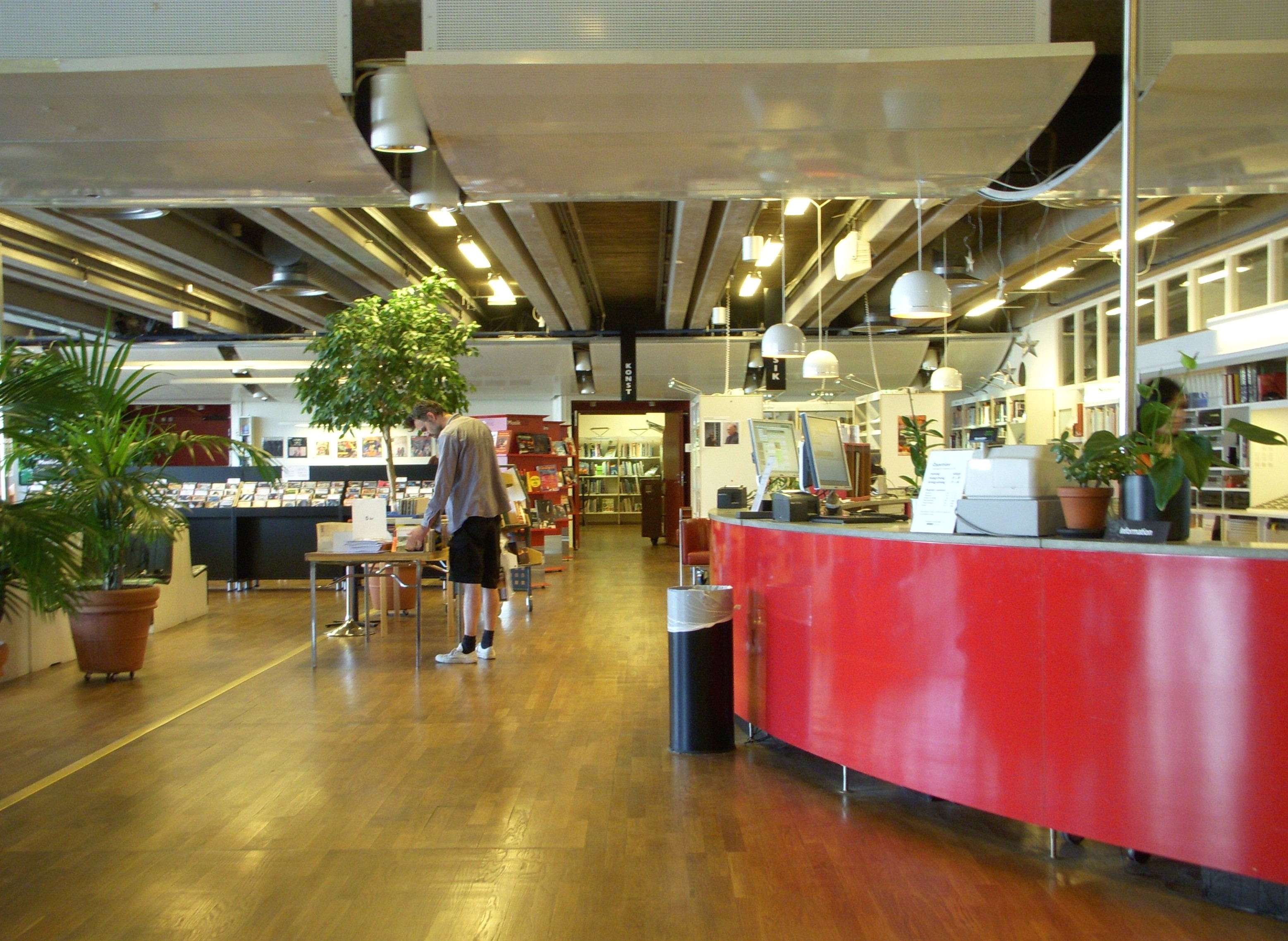
Biblioteket 2009
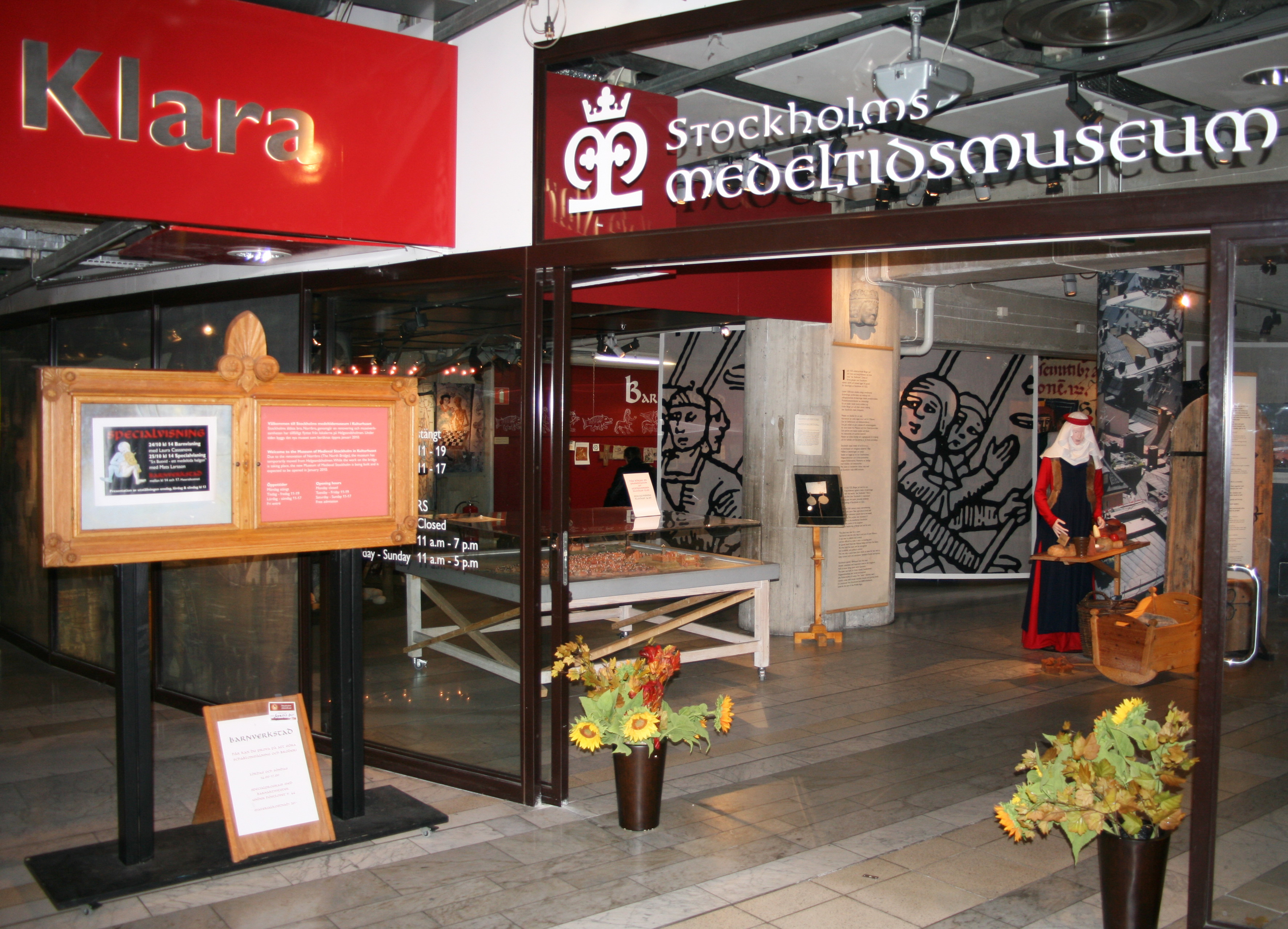
Provisoriska Medeltidsmuseet, 2009

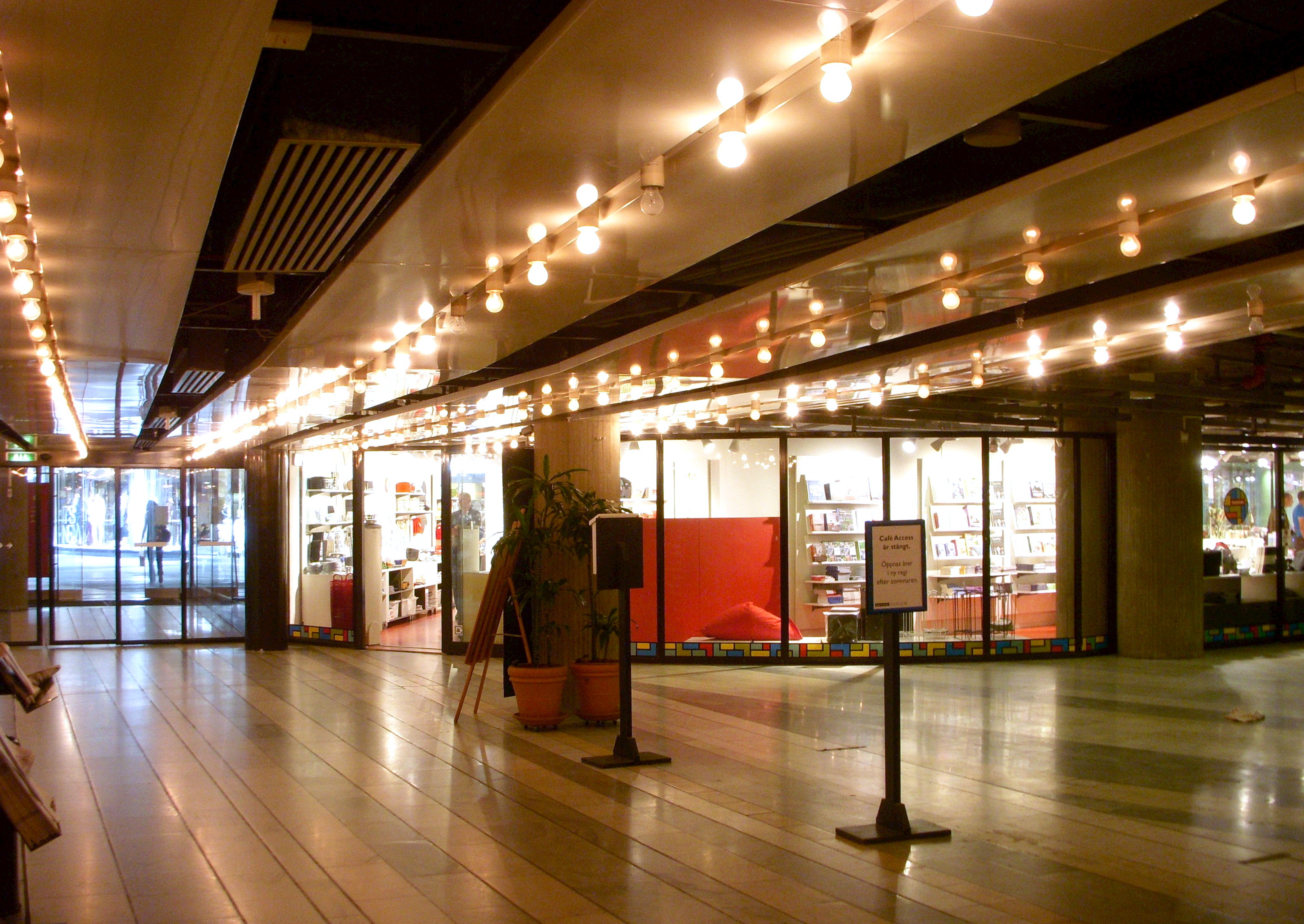
Designtorget, 2009
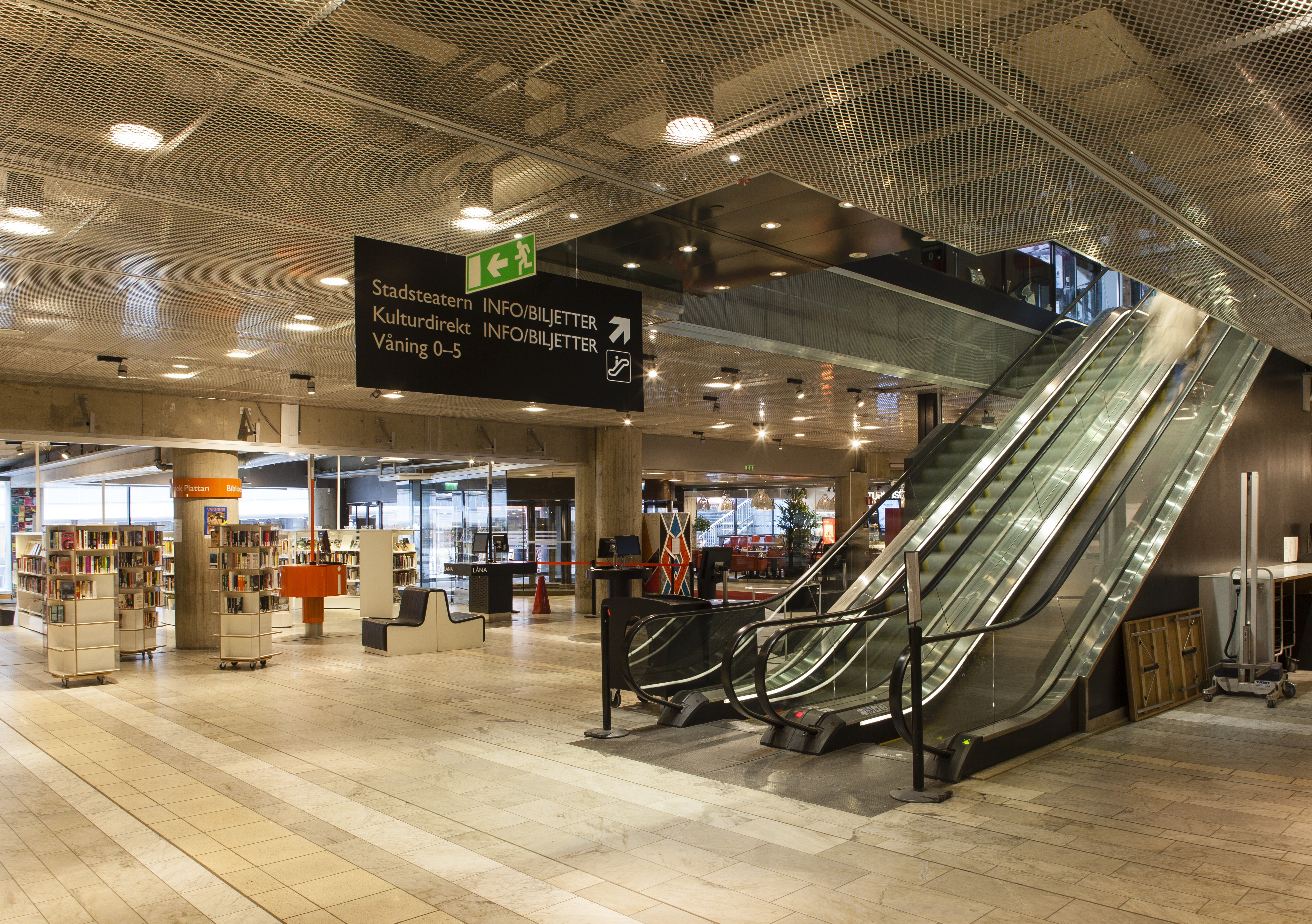
Entréhallen, 2013
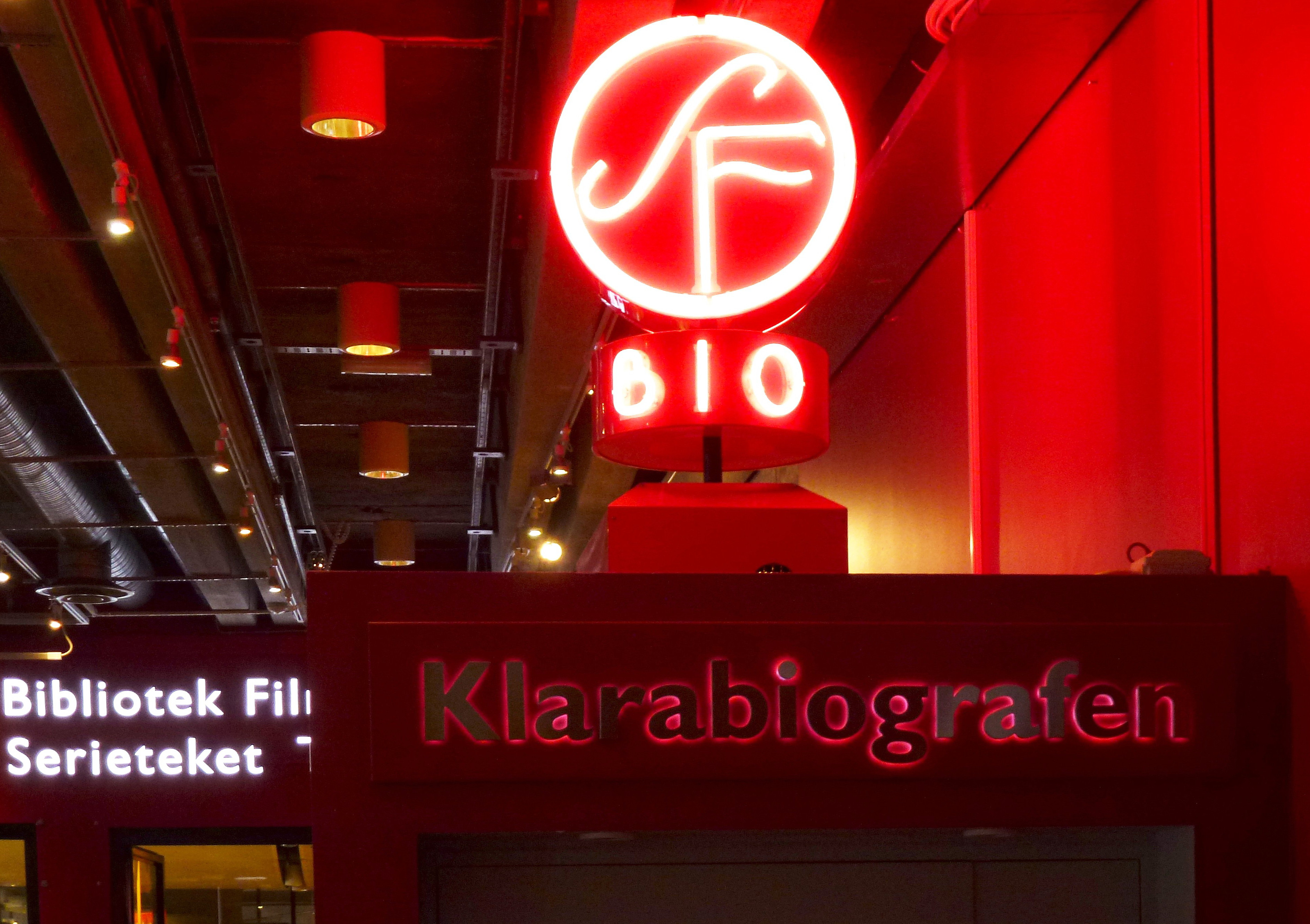
Klarabiografen, 2013
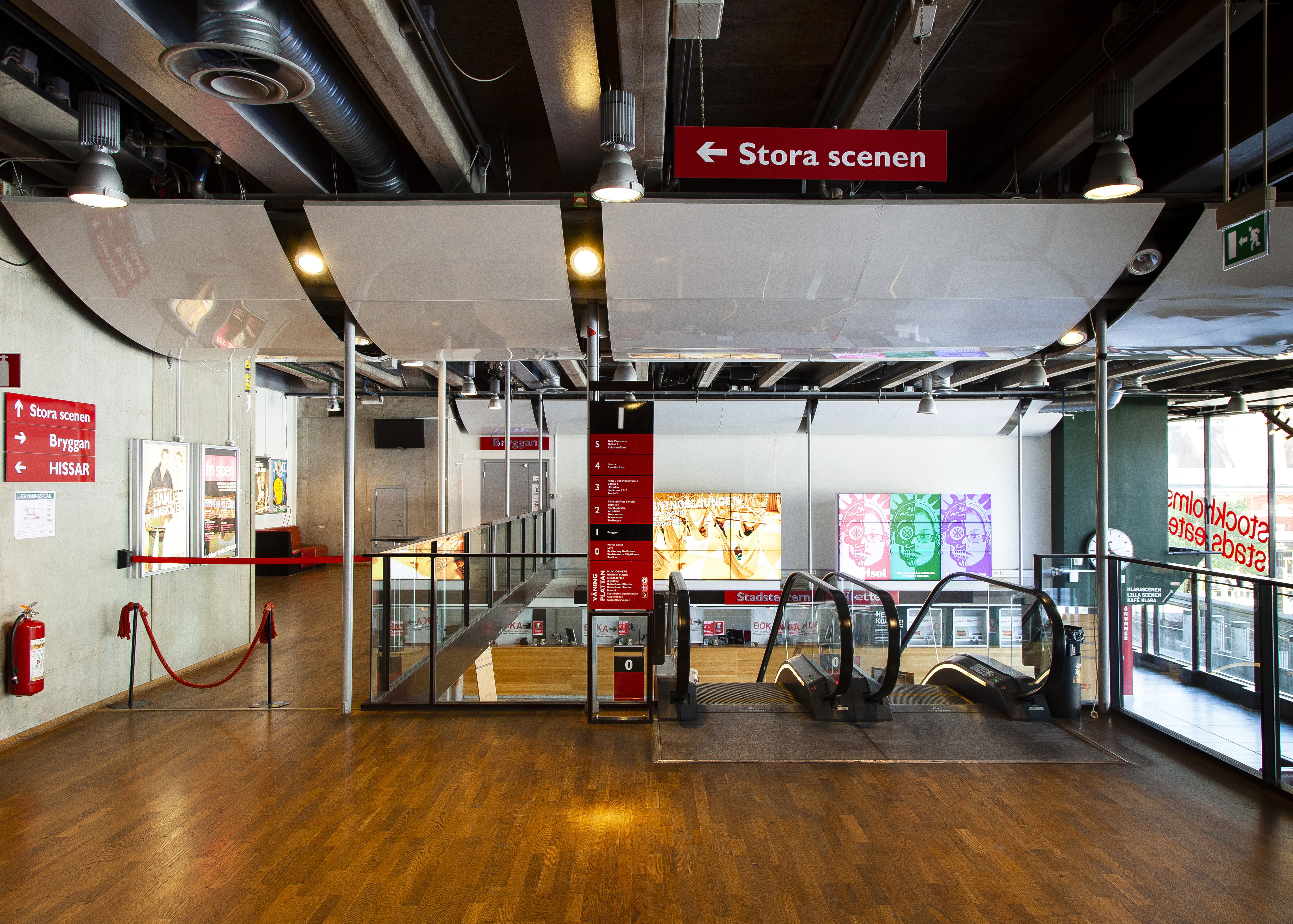
Trapphall plan 1, 2013

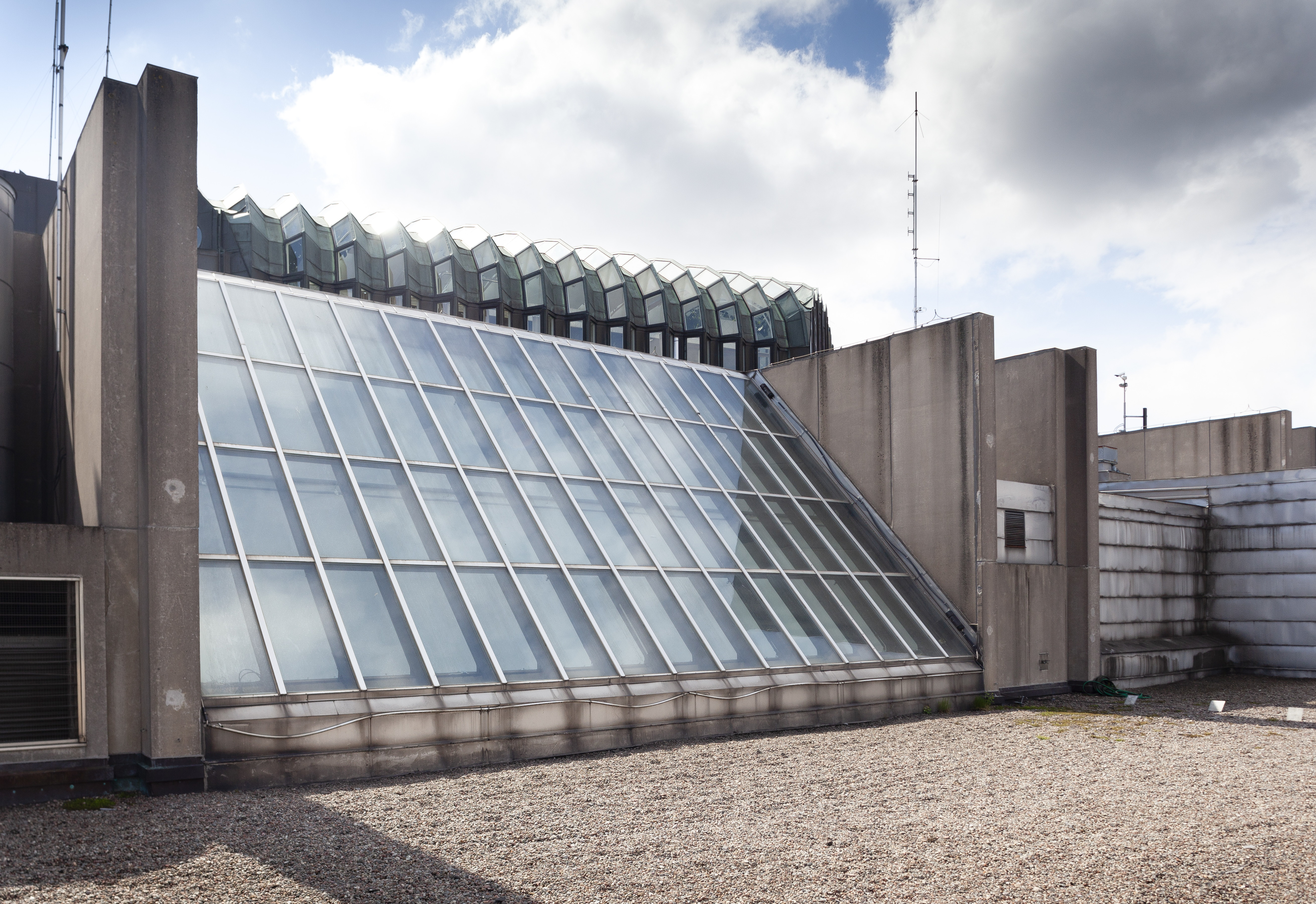
Takterrassen, 2013
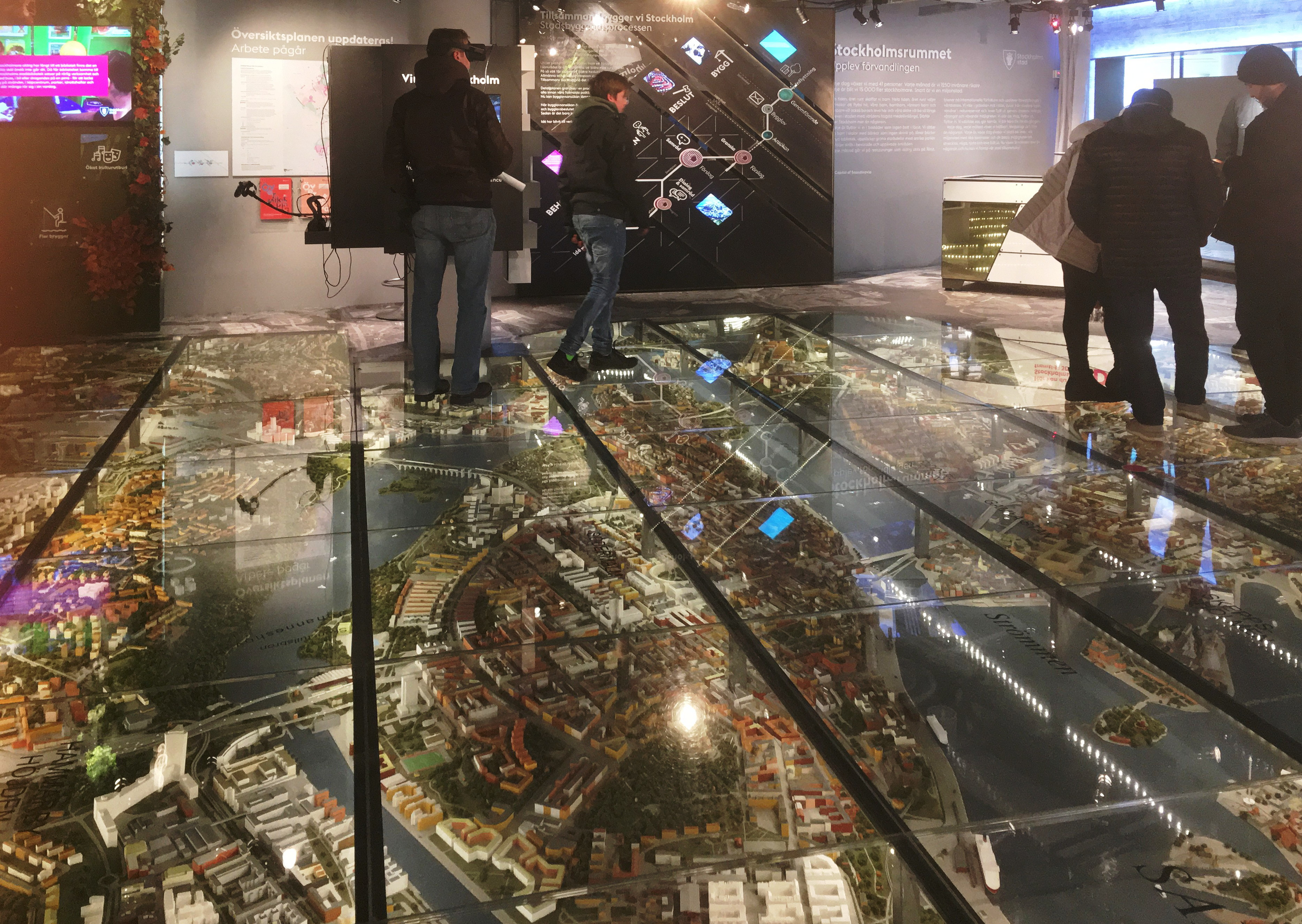
Stockholmsrummet, 2017
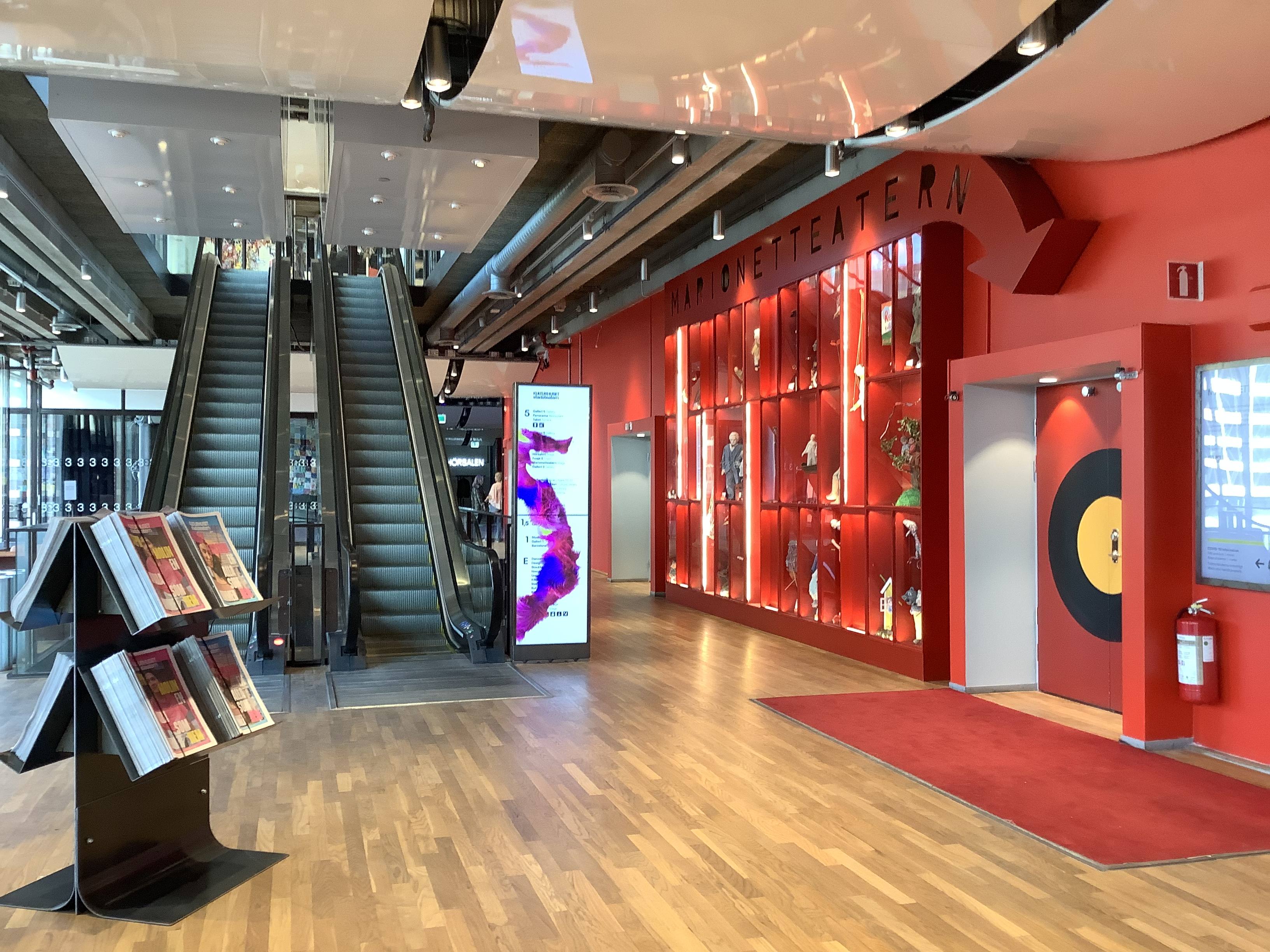
Ingången till Marionetteatern, 2020
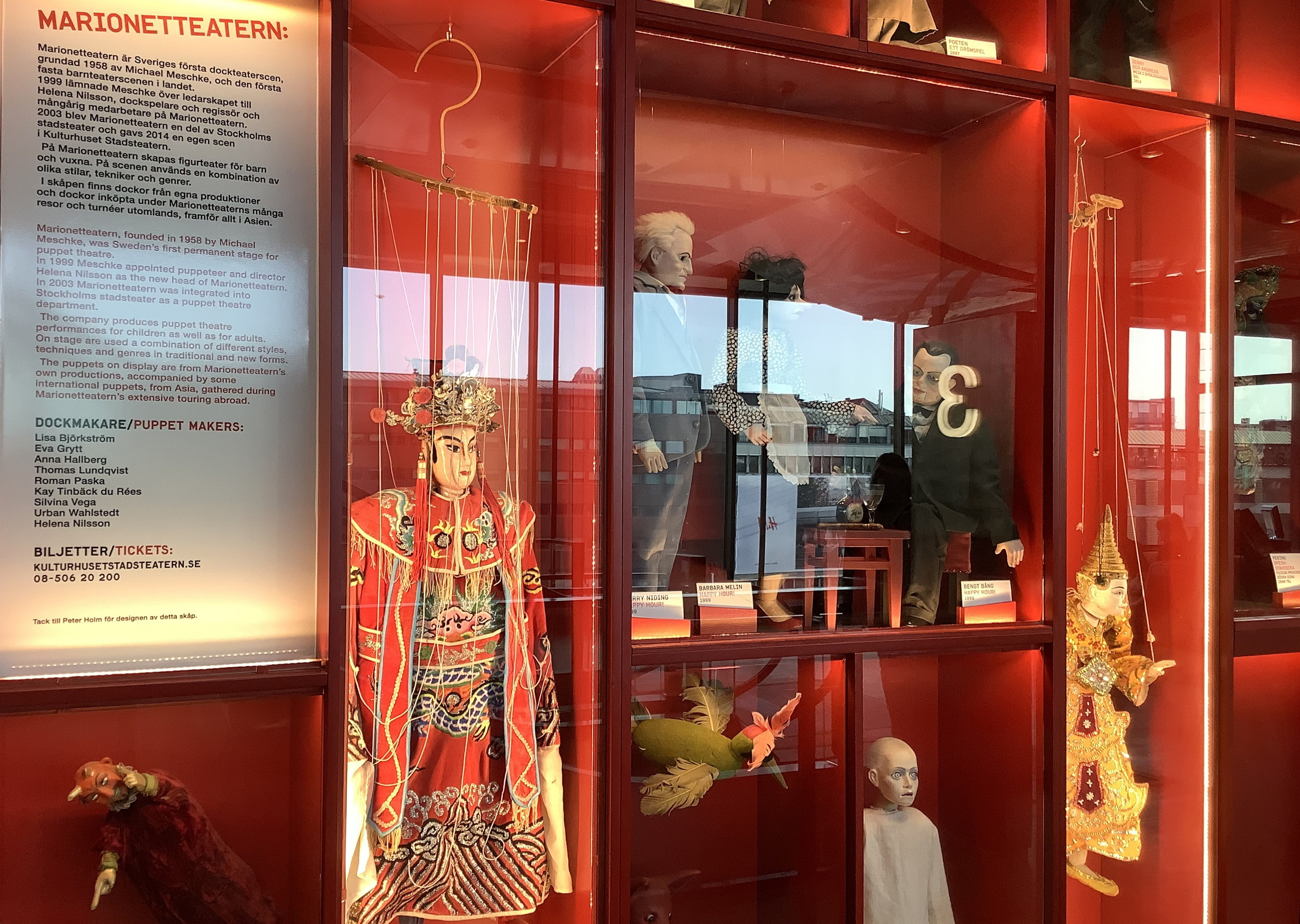
Vitrinskåp intill Marionetteatern, 2020